# Corme-Royal
Corme-Royal és un municipi francès situat al departament del Charente Marítim i a la regió de la Nova Aquitània. L'any 2007 tenia 1.538 habitants.

## Demografia

### Població
El 2007 la població de fet de Corme-Royal era de 1.538 persones. Hi havia 597 famílies de les quals 134 eren unipersonals (69 homes vivint sols i 65 dones vivint soles), 217 parelles sense fills, 217 parelles amb fills i 29 famílies monoparentals amb fills.
La població ha evolucionat segons el següent gràfic:
Habitants censats

### Habitatges
El 2007 hi havia 717 habitatges, 603 eren l'habitatge principal de la família, 57 eren segones residències i 58 estaven desocupats. 678 eren cases i 32 eren apartaments. Dels 603 habitatges principals, 471 estaven ocupats pels seus propietaris, 108 estaven llogats i ocupats pels llogaters i 23 estaven cedits a títol gratuït; 3 tenien una cambra, 28 en tenien dues, 89 en tenien tres, 163 en tenien quatre i 320 en tenien cinc o més. 507 habitatges disposaven pel capbaix d'una plaça de pàrquing. A 281 habitatges hi havia un automòbil i a 283 n'hi havia dos o més.

### Piràmide de població
La piràmide de població per edats i sexe el 2009 era:
| Homes | Edats   | Dones |
| ----- | ------- | ----- |
| 0     | 95 o +  | 4     |
| 20    | 90 a 94 | 20    |
| 4     | 85 a 89 | 20    |
| 4     | 80 a 84 | 8     |
| 28    | 75 a 79 | 20    |
| 48    | 70 a 74 | 44    |
| 32    | 65 a 69 | 52    |
| 24    | 60 a 64 | 48    |
| 12    | 55 a 59 | 16    |
| 52    | 50 a 54 | 40    |
| 52    | 45 a 49 | 60    |
| 60    | 40 a 44 | 56    |
| 48    | 35 a 39 | 48    |
| 24    | 30 a 34 | 32    |
| 44    | 25 a 29 | 20    |
| 32    | 20 a 24 | 36    |
| 56    | 15 a 19 | 44    |
| 40    | 10 a 14 | 48    |
| 24    | 5 a 9   | 28    |
| 16    | 0 a 4   | 52    |

## Economia
El 2007 la població en edat de treballar era de 917 persones, 693 eren actives i 224 eren inactives. De les 693 persones actives 629 estaven ocupades (342 homes i 287 dones) i 63 estaven aturades (23 homes i 40 dones). De les 224 persones inactives 82 estaven jubilades, 66 estaven estudiant i 76 estaven classificades com a «altres inactius».

### Ingressos
El 2009 a Corme-Royal hi havia 630 unitats fiscals que integraven 1.561 persones, la mediana anual d'ingressos fiscals per persona era de 16.771 €.

### Activitats econòmiques
Dels 86 establiments que hi havia el 2007, 2 eren d'empreses alimentàries, 1 d'una empresa de fabricació de material elèctric, 8 d'empreses de fabricació d'altres productes industrials, 18 d'empreses de construcció, 23 d'empreses de comerç i reparació d'automòbils, 3 d'empreses de transport, 3 d'empreses d'hostatgeria i restauració, 3 d'empreses financeres, 1 d'una empresa immobiliària, 6 d'empreses de serveis, 13 d'entitats de l'administració pública i 5 d'empreses classificades com a «altres activitats de serveis».
Dels 20 establiments de servei als particulars que hi havia el 2009, 1 era una gendarmeria, 1 oficina de correu, 1 una oficina bancària, 3 tallers de reparació d'automòbils i de material agrícola, 2 paletes, 3 guixaires pintors, 2 fusteries, 1 lampisteria, 2 electricistes, 1 empresa de construcció i 3 perruqueries.
Dels 8 establiments comercials que hi havia el 2009, 1 era una botiga de més de 120 m², 1 una botiga de menys de 120 m², 1 una fleca, 1 una carnisseria, 1 una botiga de congelats, 1 una peixateria, 1 una botiga de roba i 1 un drogueria.
L'any 2000 a Corme-Royal hi havia 55 explotacions agrícoles que ocupaven un total de 2.196 hectàrees.

## Equipaments sanitaris i escolars
El 2009 hi havia 1 farmàcia i 1 ambulància.
El 2009 hi havia 1 escola maternal i 1 escola elemental.

## Poblacions més properes
El següent diagrama mostra les poblacions més properes.